# Sext Juli Frontí
Sext Juli Frontí (llatí: Sextus Iulius Frontinus)  (Gàl·lia Narbonesa, c. 30 dC - 103 (Gregorià)) va ser un polític, militar i escriptor romà.

## Biografia
De Frontí es coneixen poques notícies biogràfiques sobre la jovinesa i l'inici de la seva carrera. El seu cursus honorum l'identifica com un exponent preeminent de l'oligarquia senatorial.
Apareix documentat per primera vegada sota Vespasià, al començament de l'any 70, com a pretor urbà, càrrec al qual va renunciar per deixar pas a Domicià. Probablement va ser cònsol sufecte el 74 i el 75 va succeir Quint Petili Cerealis com a governador de Britànnia, on es va distingir en la guerra contra els silurs. Va ser substituït per Agrícola l'any 78. Després va ser nomenat procònsol a Àsia. Sota Nerva, el 97, apareix com a curador de les aigües romanes (curator aquarum), un càrrec que abans només havien portat els alts dirigents de l'estat. Segons Marc Valeri Marcial, va ser dues vegades cònsol (suffectus en el 74 i el 98 i ordinarius el 100), però el seu nom no apareix als Fasti.
També era àugur i va morir en l'exercici d'aquest càrrec l'any 103. Plini el Jove, que el va substituir com a àugur, en va deixar un elogi fúnebre.

## Difusió en català
Durant la baixa edat mitjana, els cercles cavallerescos es van sentir atrets pels autors clàssics que, com Frontí o Vegeci, exposaven exemples i tàctiques militars. En aquest context cultural, Pere III sol·licità el 2 de febrer del 1369 les Strategemata o Estratagemes de Frontí, amb ordres expresses al dominicà Jaume Domènec perquè la traduís al català en el cas que únicament es trobés en llatí. Extret de la carta del rei del 1369:
| « | Lo rey. Entes havem que vos havets un libre qui tracte del fet de cavalleria appellat Julio Fronti. e com nos desigem molt haver lo dit libre, per ço us pregam que aquell nos façats translatar e trametets lo'ns tantost com fet sia. e si per aventura es en lati. trebellets hi vos que sia tornat en romanç, e fer nos n ets servey e plaer. dada en Barchinona, sots nostre segell secret, a .ii. dies de febrer de l'any .mccclxviiii. Al religiós e amat nostre frare Jacme Domenech, maestre en theologia e inquisidor de Mallorques. | » |

No sembla que Domènec pogués complir la demanda reial, si més no personalment, perquè la traducció catalana que se'n conserva és anònima. El manuscrit, datable en la segona meitat del segle xiv, denota, però, l'interès d'aquells cercles cavallerescos per l'obra, ja que l'heràldica que porta indica que va ser copiat per a un vescomte d'Illa i de Canet, possiblement Andreu de Fenollet (1353-1387), molt vinculat al monarca i al seu hereu Joan. Els lectors catalans dels segles XIV i XV llegien la seva obra en català i «els apreciaven tant que els veien com uns mestres de cavalleria que havien concebut en l'antigor les seves obres per a subvenir a les necessitats de les guerres que ells estaven fent.»
Extret del primer capítol sobre la necessitat de tenir consells secrets en la traducció de Guillem Sauton al segle XV:
| «                                              | Marcho Porcio Catho, pensant que les ciutats d'Espanya les quals aví conquestes rebellarien per temps per confiansa dels murs, scriví a cascuna que-s derroquessen los murs menassant si no obeÿen de continent e manà que totes les letres fossen presentades en 1 dia. Cascuna de les ciutats, creent que solament assò fos manat a ela, obeý de present; conspiració les pogra fer rebel·les si sabessen que fos denunciat a totes. | » |
| — transcripció de Lola Badia, 1984, pàgina 203 | |   |

## Obres

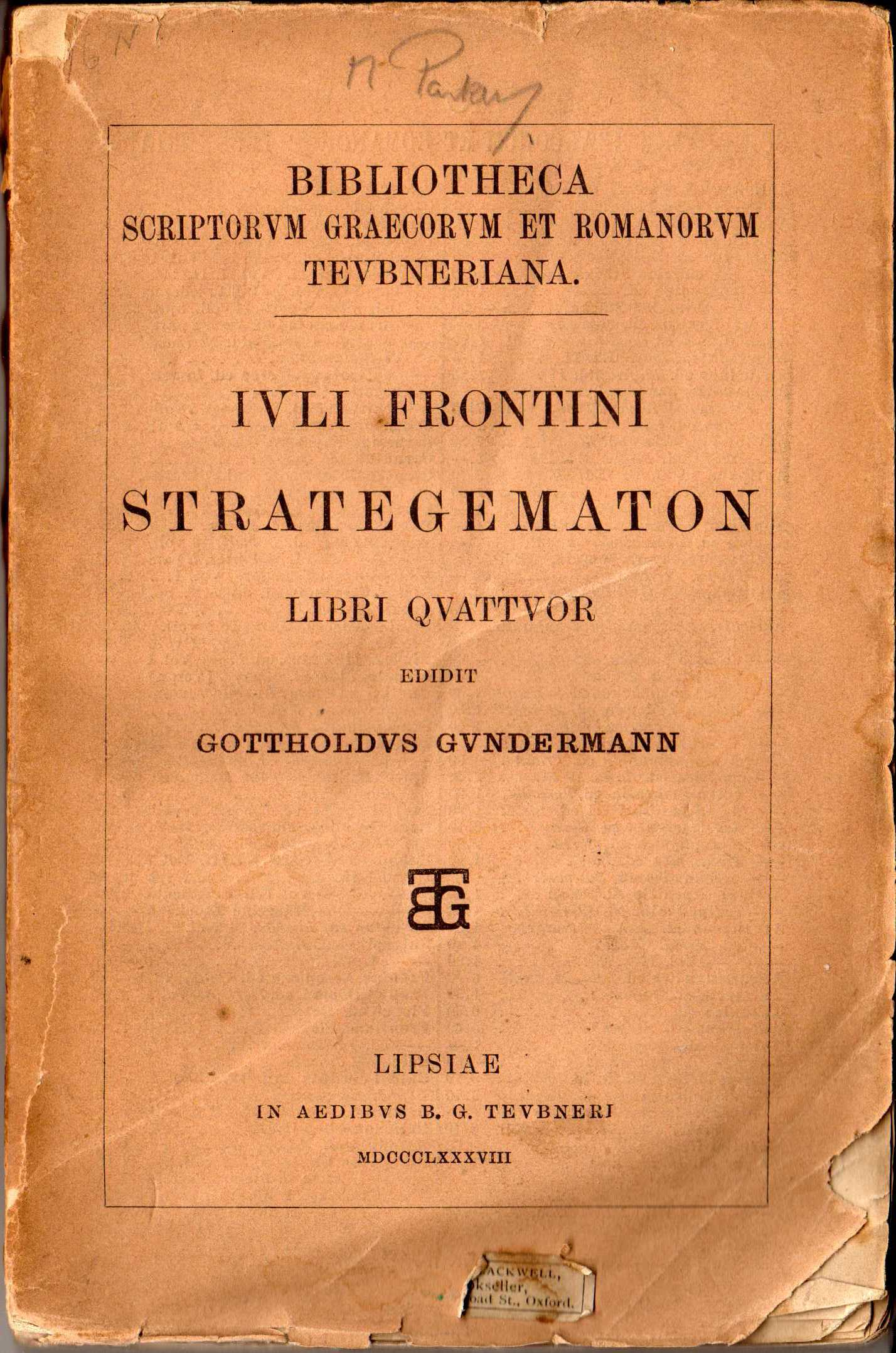
Frontis de l'edició crítica del 1888 del llibre IV del Strategematicon

- Strategematicon Libri IV (Strategematon), sobre estratègia a la guerra, disciplina militar i obligacions del comandament,[4] publicat abans de l'any 84.[5] L'obra és un tractat sobre l'art de la guerra, que explica un conjunt de fets i de dites dels militars més importants de l'antiguitat. El primer llibre parla de les diferents causes i situacions que precedeixen una batalla. El segon tracta de la batalla i dels seus resultats, el tercer explica la formació i l'aixecament d'un setge, i el quart explica temes relacionats amb la disciplina de l'exèrcit i del paper i dels deures del seu comandant.
- De Aquae ductibus Urbis Romae Libri II, tractat escrit després de l'any 97 sobre la història del proveïment d'aigua i els aqüeductes de la ciutat de Roma. Pel seu càrrec de curator aquarum, va elaborar un informe per l'emperador Nerva, una detallada descripció de l'estat dels aqüeductes de Roma, i proposava reformes de tipus administratiu i polític per garantir l'abastament d'aigua de la ciutat. Mostrava el desordre que es produïa en la recollida de les aigües, i deia que durant el seu recorregut, les persones que tenien terres a la vora foradaven l'aqüeducte per prendre l'aigua. Les canalitzacions no estaven ben distribuïdes, i l'aigua pura de les muntanyes de vegades només servia per regar els horts o per les latrines. Va mesurar l'aigua que es recollia a l'inici de cada aqüeducte i va veure que cada dia es perdien almenys 400.000 metres cúbics d'aigua. El llibre feia propostes per solucionar aquests fets.[6]
- Alguns tractats de la col·lecció Agrimensores o Rei Agrariae Auctores, sobre l'art de mesurar les terres i fixar-ne els límits, també li són atribuïts:
  - De Agrorum Qualitate, on s'explica la diferència entre ager assignatus, ager mensura comprehensus i ager arcifinius, les tres divisions principals respecte la qualitat d'un terreny.
  - De Controversiis Agrorum. Són extractes breus de capítols d'obres de Frontí sobre temes agraris. Eren quinze controvèrsies relacionades amb la possessió de la terra, que no resolien els jutges ordinaris sinó els agrimensors, que donaven l'opinió i resolien la disputa segons la seva ciència. En alguns casos, tres àrbitres nomenats segons les Lleis de les dotze taules o un únic àrbitre nomenat segons la Lex Mamilia de limitibus pronunciaven les seves decisions després d'haver escoltat un agrimensor.
- De Arte Mensoria. Sobre la manera de prendre les mesures dels terrenys.
- De Coloniis. Una obra de la que probablement només en va escriure una part. Altres parts són de diversos autors, entre ells Sícul Flac, i fragments dels Fenòmens d'Arat.
- Fragmentum Agrarium de Limitibus. És dubtós que sigui obra seva. En alguns manuscrits conservats se li atribueix, però d'altres i alguns autors, el fan escrit per Higí el Gromàtic.[7]